# 白鶴美術館

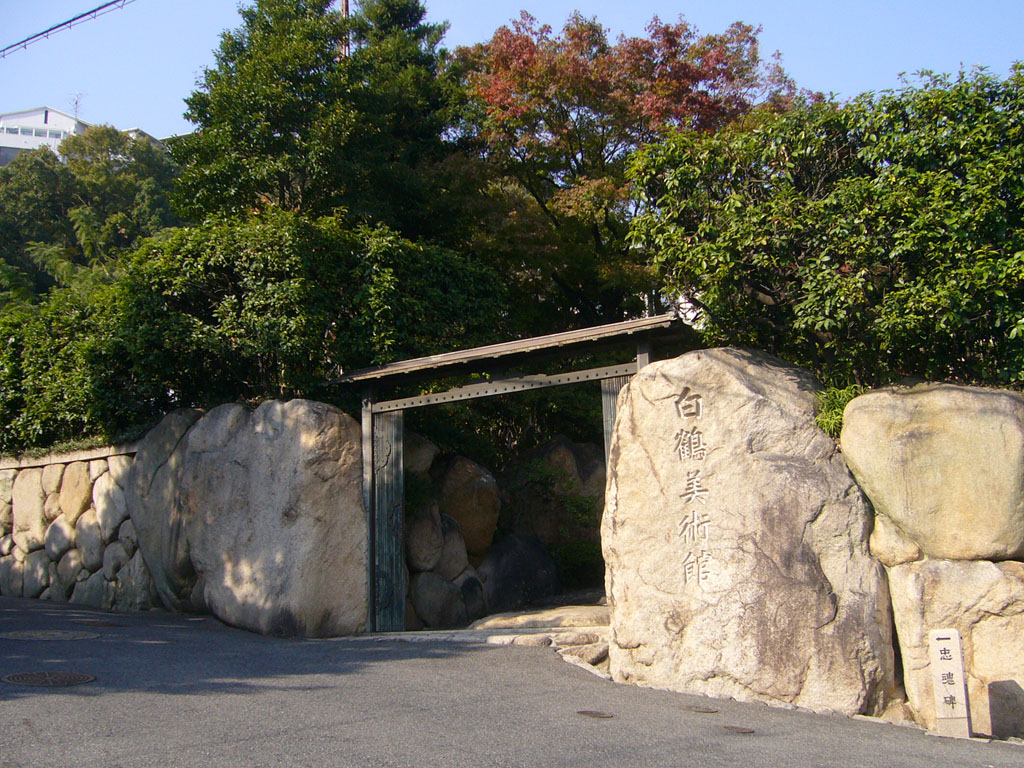
門

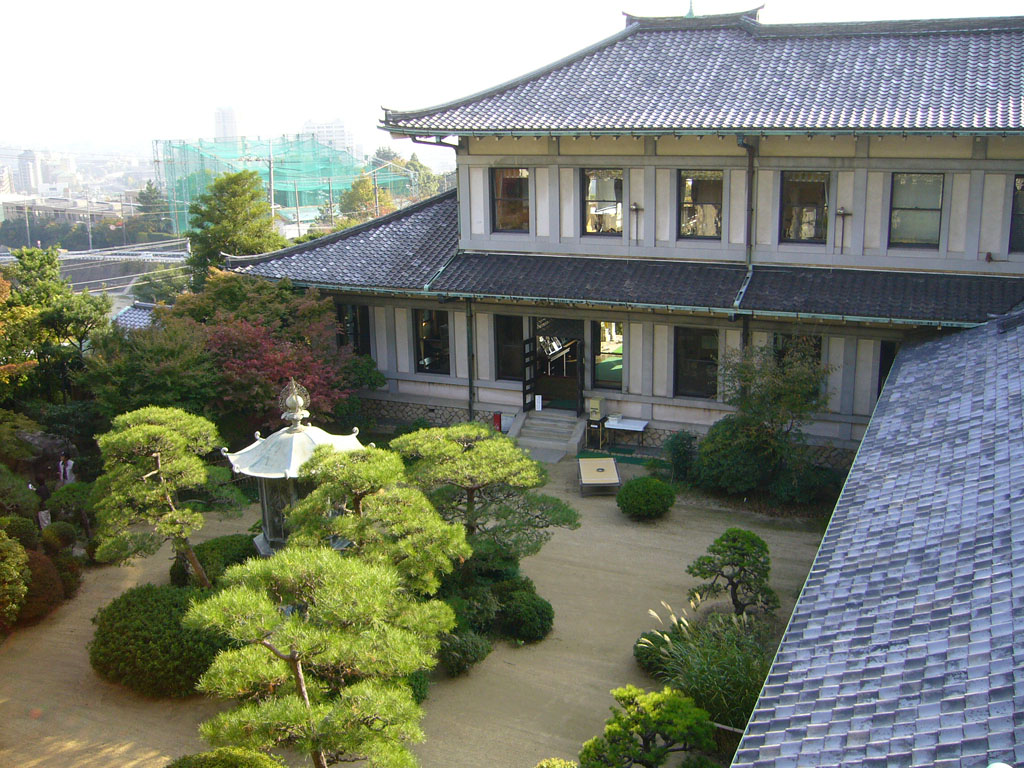
中庭を望む（奥の建物は事務棟。庭の中央の燈籠は東大寺大仏殿前の金銅八角燈籠の写し。）

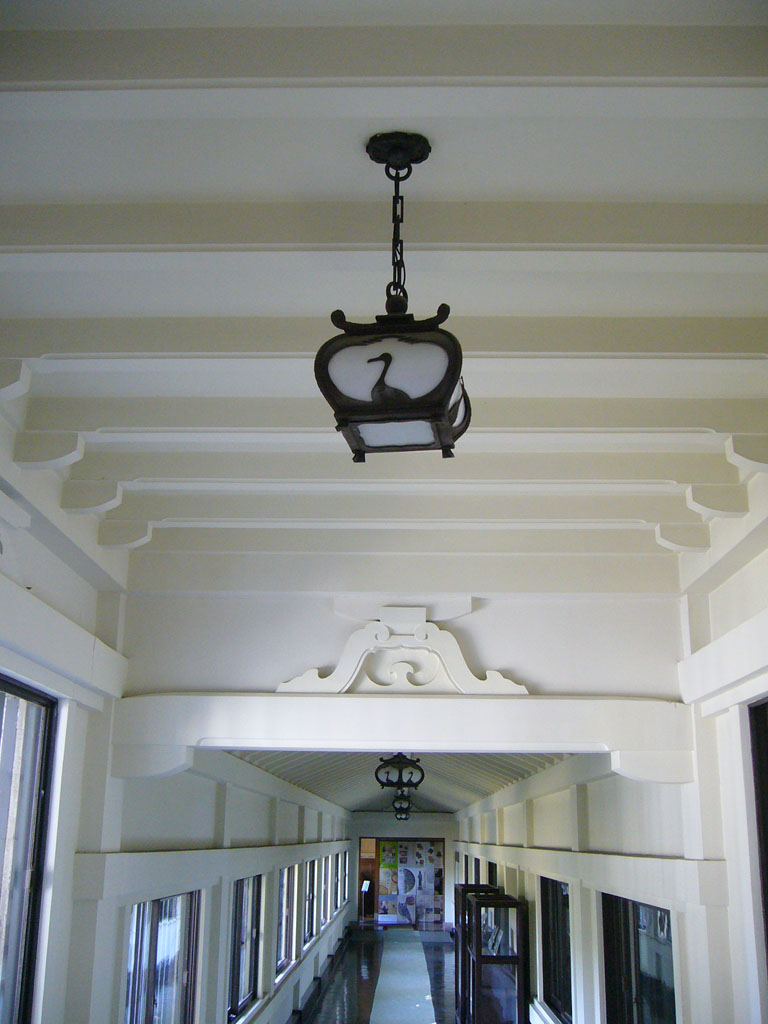
入口から本館への渡り廊下 白鶴酒造のシンボルの鶴をモチーフにしたランプがある

白鶴美術館 （はくつるびじゅつかん） は、兵庫県神戸市東灘区にある、東洋古美術を中心とした公益財団法人白鶴美術館が運営する美術館である。
白鶴美術館は、嘉納財閥の白嘉納家（白鶴酒造創業家）7代目当主嘉納治兵衛（1862年 - 1951年）の収集品を展示するため、1931年（昭和6年）に財団法人白鶴美術館が設立され、1934年（昭和9年）から公開されている、日本において第二次世界大戦以前からの歴史をもつ、数少ない美術館のひとつである。

## 概要
鶴堂、鶴庵、鶴翁（かくおう）などと号し、茶人でもあった7代目嘉納治兵衛は奈良興福寺の執事（美術館のサイトでは東院お倉預かりの家）で古美術を扱う中村家（中村尭圓の四男、中村雅真は兄）出身であり、婿養子として嘉納家に入った。豪放な性格だったというが、少年時代に奈良の博物館で正倉院宝物の展覧があると進んで臨時の守衛をするなど、若い時から古美術好きの一面があった。明治20年代は家業に奔走するが明治30年代から美術品を収集し、自らの古希を記念して1931年に白鶴美術館本館を設立、1934年に開館させた。
収蔵品は仏教美術、中国の青銅器、銀器、陶磁器など国宝 2件、国の重要文化財 22件を含む1300点。奈良の社寺伝来品も数多く、質・量ともに充実している。その殆どは治兵衛が集めたものである。本館建物は登録有形文化財に登録されており、1995年（平成7年）には開館60周年を記念して日本初のカーペットミュージアムとなる新館「絨毯美術館」が開設した。館内には嘉納秀郎が収集した中近東の絨毯（約130点を所蔵）のほか、アフリカの仮面、彫刻が展示されている。古代中国研究の碩学白川静が、長年ここで「殷周時代」を主にテーマに講話を行っていた。
日本博物館協会会員館、兵庫県博物館協会加盟館。博物館法に基づく兵庫県教育委員会登録博物館である。またひょうごっ子ココロンカードの対象施設になっている。

## 指定・登録文化財

### 国宝
- 賢愚経残巻（大聖武）2巻（東大寺伝来）
- 大般涅槃経集解（だい はつねはんぎょう しゅうげ）71巻（附 大般涅槃経後分2巻、西大寺伝来）

### 重要文化財
絵画
- 紙本金地著色四季花鳥図 狩野元信筆 六曲屏風（興福寺伝来）
- 紙本著色高野大師行状図 10巻 絵:巨勢有康筆 詞:源国資等十筆
- 紙本墨画淡彩瀟湘八景図 1帖 祥啓筆

工芸品
- 金銅小幡 1節・金銅垂飾金具 4箇（法隆寺伝来）
- 金襴手獅子牡丹唐草文八角大壺（明時代）
- 宋白地黒掻落龍文瓶（そう しろじくろかきおとし りゅうもん へい）
- 蓮華唐草蒔絵螺鈿蝶形卓（附 半月形曲物箱）

書跡典籍
- 画図讃文 巻第廿七
- 根本百一羯磨（こんぽんひゃくいちこんま）第五
- 註楞伽経（ちゅう りょうがきょう）巻第二・三
- 法華経 巻第八（色紙）

考古資料（日本）
- 硬玉勾玉付金鎖頚飾（こうぎょくまがたまつき きんさくびかざり）伝福岡糸島郡周船寺村古墳出土

考古資料（中国）
- 夔鳳象文尊（きほうぞうもん そん）・夔鳳象文卣（きほうぞうもん ゆう）
- 犧首饕餮虺龍文方罍（ぎしゅとうてつきりゅうもん ほうらい）
- 犧首饕餮夔鳳文尊（ぎしゅとうてつきほうもん そん）
- 象頭兕觥（ぞうとう じこう）
- 饕餮夔鳳文方尊（とうてつきほうもん ほうそん）
- 饕餮夔鳳文罍（とうてつきほうもん らい）
- 饕餮文方卣（とうてつもん ほうゆう）
- 鎏金花鳥文銀杯（りゅうきんかちょうもん ぎんはい）6口
- 鎏金銀渦雲文壺
- 鎏金龍池文銀洗

典拠：2000年（平成12年）までの指定物件については、『国宝・重要文化財大全 別巻』（所有者別総合目録・名称総索引・統計資料）（毎日新聞社、2000）による。

### 登録有形文化財
- 本館[5]
- 事務棟
- 茶室（崧庵）
- 土蔵

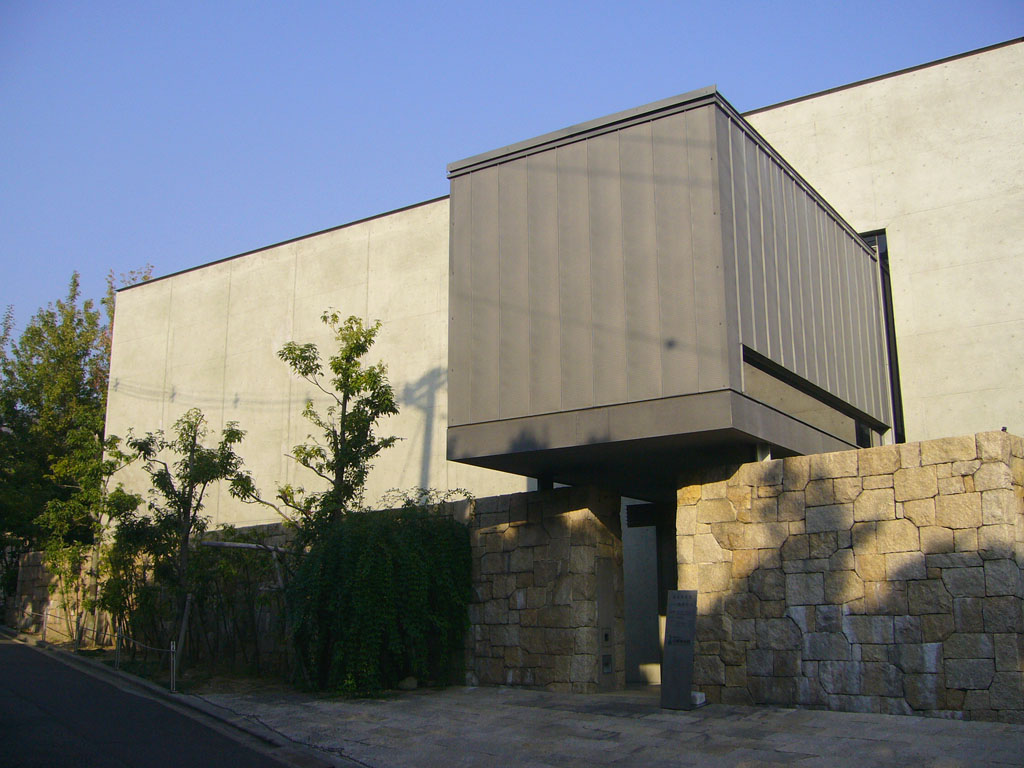
新館
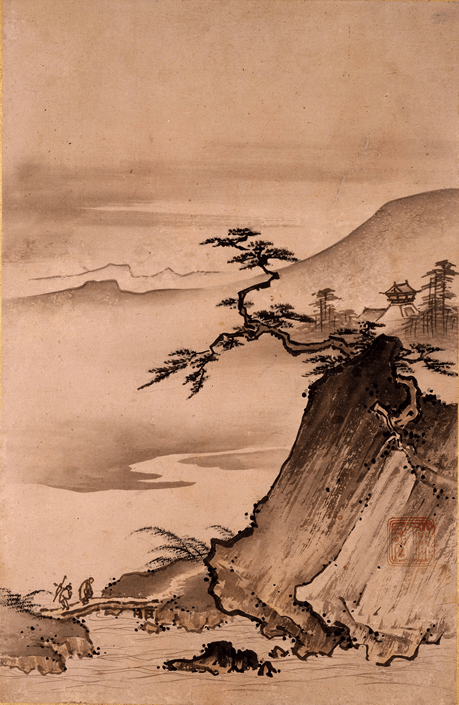
祥啓筆『瀟湘八景図』のうち「煙寺晩鐘」

## 交通アクセス
- 御影駅 (阪急)徒歩約15分
- 住吉駅 (JR西日本・神戸新交通)徒歩約20分
- 御影駅 (阪神)又は、住吉駅 (JR西日本・神戸新交通)から、市バス38系統「白鶴美術館前」下車すぐ
- 甲南山手駅、摂津本山駅、岡本駅から、市バス31系統「白鶴美術館前」下車すぐ
- 住吉駅 (JR西日本・神戸新交通)から、住吉台くるくるバス（31系統）「落合橋」下車 徒歩2分弱（帰路「落合橋」は更に上り坂2分強遠方）

## 周辺情報
- 香雪美術館
- 世良美術館
- 豊雲記念館
- 倚松庵（谷崎潤一郎旧居、ここで『細雪』を執筆）
- 弓弦羽神社
- 徳本寺（浄土宗）
- 若宮八幡宮
- 住吉山手キリスト教会
- 在大阪・神戸インド総領事公邸
- 赤塚山公園
- 旧乾邸

## その他
- 1947年（昭和22年）6月11日、昭和天皇が神戸市に行幸（昭和天皇の戦後巡幸）したが、神戸大空襲により宿泊施設の多くが焼失したため第一神戸中学校（現 兵庫県立神戸高等学校）が宿泊所に充てられた。この際、電気スタンドなどの調度品の一部は、白鶴美術館の収蔵品を借り受けて整えられた[6]。

## 外部サイト
- 白鶴美術館
- 白鶴美術館 - インターネットミュージアム
- 白鶴美術館 - artscape

座標: 北緯34度43分51秒 東経135度15分29秒 / 北緯34.73083度 東経135.25806度